# Scoparia fumata
Scoparia fumata là một loài bướm đêm trong họ Crambidae.